# Кудрна, Карел
Карел Кудрна (13 мая 1924, Судомережицы, Чехословакия — 31 октября 2014) — чешский и чехословацкий почвовед и политический деятель.

## Биография
Родился Карел Кудрна 13 мая 1924 года в Судомережицах. В 1945 году поступил в Пражский политехнический институт, который он окончил в 1950 году. Будучи выпускником Пражского политехнического института, был направлен на практику в Пражский сельскохозяйственный институт, где успешно зарекомендовав себя, в 1949 году, за год до окончания учёбы был оставлен на работу, где до 1954 года являлся научным работником, с 1954 по 1960 год заведовал кафедрой агротехники и агрометеорологии. В 1960 году был избран ректором, данную должность он занимал вплоть до 1966 года. В 1971 году входит в политику — занимает должность заместителя министра просвещения ЧССР и работает вплоть до 1974 года.

## Научные работы
Основные научные работы посвящены агролесомелиорации и агрометеорологии. Автор учебников по почвоведению и агломерации.
- Занимался проблемой охраны окружающей среды.
- Опубликовал работы по вопросам сельскохозяйственных систем.

## Членство в обществах
- Член Академии наук ЧССР.
- 1969—91 — Председатель Академии наук ЧССР.
- 1972 — член-корреспондент Чехословацкой АН.
- 1978 — иностранный член ВАСХНИЛ (с 1992 — РАСХН; с 2014 — иностранный член РАН по специальности гидромелиорация).